# Marco Antonio Sandy
Marco Antonio Sandy Sansusty (nascut a Cochabamba, el 29 d'agost de 1971) és un exfutbolista bolivià, que jugava com a defensa central.
Va militar la major part de la seua carrera al Club Bolívar del seu país natal. En aquest equip va jugar gairebé 400 partits en 12 anys, dividits en quatre etapes diferents. A més a més, va marcar fins a 41 gols. També va jugar amb el Reial Valladolid a Europa, sense massa fortuna, al Gimnasia Jujuy argentí i al Tampico Madero mexicà. Amb el Bolívar va guanyar els campionats bolivians de 1991, 1992, 1994, 1997, 2002, 2004 (A), 2005 (AD) i 2006 (C).
Sandy va ser internacional amb Bolívia en 93 ocasions, marcant 6 gols. Va formar part del combinat del seu país que va acudir al Mundial dels Estats Units 1994 i a la Copa Amèrica de 1993, 1995, 1997, 1999 i 2001.